# IC 4279
IC 4279 ist eine Spiralgalaxie vom Hubble-Typ Sbc im Sternbild Wasserschlange. Sie ist schätzungsweise 529 Millionen Lichtjahre von der Milchstraße entfernt.

Im selben Himmelsareal befinden sich u. a. die Galaxien PGC 758468, PGC 760550, PGC 760979, IC 4281.
Das Objekt wurde am 4. Mai 1904 von Royal Harwood Frost entdeckt.